# Pierre Longue (Cuguen)
Der Menhir Pierre Longue (auch Menhir de la Butte oder Pierre Saint-Jaouan genannt) befindet sich beim Weiler La Butte in der Gemeinde Cuguen im Département Ille-et-Vilaine in der Bretagne in Frankreich.
Der Menhir ist ein spindelförmiger Monolith aus Granit mit Einschlüssen aus kleinkörnigem Gestein. Er ist etwa 6,5 Meter hoch und 1,85 auf 1,5 Meter breit. Sein Umfang beträgt an der Basis sieben Meter.
Der Menhir wurde im 19. Jahrhundert mit einem Steinkreuz christianisiert. In der Nähe des Menhirs befand sich die 1704 gegründete Kapelle Saint-Jean.
Der Menhir wurde 1889 als Monument historique eingestuft.
Etwa fünf Kilometer östlich steht der mehr als fünf Meter hohe Menhir Pierre Longue von Noyal-sous-Bazouges.